# ألكساندرا غولوفكينا
ألكساندرا غولوفكينا (مواليد 1 يوليو 1998) هي متزلج على الجليد ليتواني. هي الفائزة بالميدالية البرونزية في كأس وارسو 2014 وبطلة وطنية ليتوانيا ست مرات (2012 ، 2013 ، 2016 ، 2019 ، 2022 ، 2023). لقد تأهلت للتزلج الحر في ثلاث بطولات أوروبية.

## روابط خارجية
- ألكساندرا غولوفكينا في الاتحاد الدولي للتزلج